# Gaston Bonnier
Pour les articles homonymes, voir Bonnier.
Gaston Eugène Marie Bonnier (né le 9 avril 1853 à Paris - mort le 30 décembre 1922 à Paris) est un botaniste français.

## Biographie

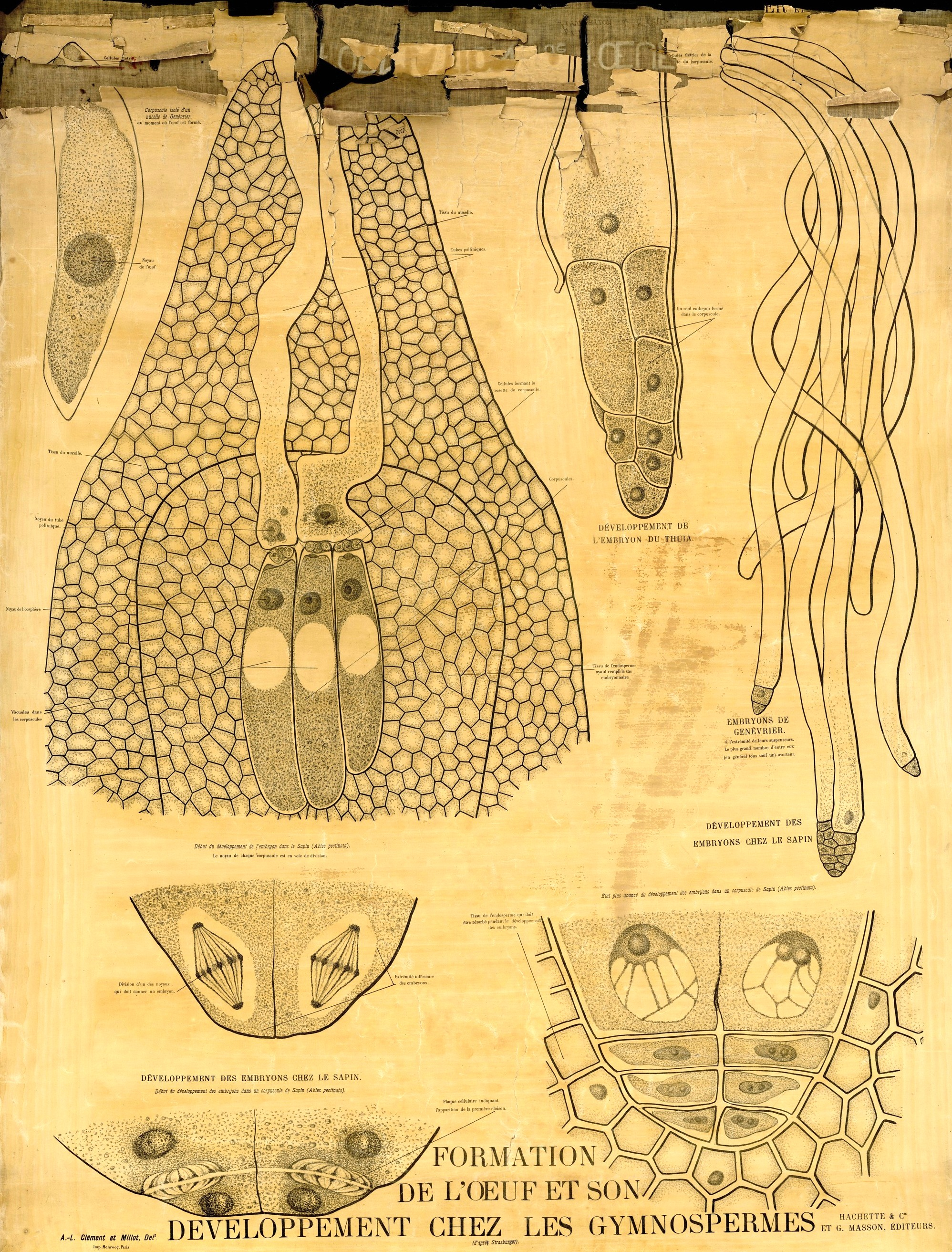
Formation de l’œuf et son développement chez les gymnospermes.

Issu d'une famille de tisserands originaire de Lille, Gaston Bonnier est le fils d'Édouard Bonnier (1808-1877), professeur à la faculté de droit de Paris auteur en 1888 d'un Traité théorique et pratique des preuves en droit civil et en droit criminel. Sa mère, Elzéarine dite Zari, est auteur de plusieurs romans et fille de Joseph Ortolan, lui aussi professeur de droit. Gaston est le cadet de la famille. Son frère, Elzéar Bonnier-Ortolan, suit la voie paternelle en devenant avocat.
Élève au lycée Henri-IV, avec Émile Picard et Émile Boutroux pour condisciples, Bonnier s'engage volontaire comme artilleur durant la guerre franco-prussienne de 1870. Il est reçu à l’École normale supérieure en 1873, obtient ses licences de sciences physiques et de mathématiques en 1875, l'agrégation de sciences physiques et naturelles en 1876 et enfin son doctorat ès sciences en 1879. Il devient maître de conférences. Ses premiers travaux intitulés Les nectaires, étude critique, anatomique et physiologique portent sur les plantes produisant le nectar et lui ont été inspirés lors d'un séjour en montagne auprès de son cousin apiculteur Georges de Layens.
Il se marie en 1881 avec la fille du professeur Philippe Van Tieghem (1839-1914), du Muséum national d'histoire naturelle et membre de l’Académie des sciences. De cette union naîtra une seule fille. Elle épousera Raoul Combes (1883-1964), professeur de botanique à la faculté des sciences de Paris. Nommé directeur du laboratoire de botanique en 1886, Bonnier enseigne la botanique à la faculté des sciences de Paris à partir de 1887 et jusqu’à sa mort. En 1889, il participe à la fondation de la Revue générale de botanique, qu’il dirige jusqu’en 1922, et fonde la même année un laboratoire de biologie végétale à Fontainebleau.
Partisan enthousiaste de Louis Pasteur, il s'oppose, après Huxley et Tyndall, à la théorie de la génération spontanée de Bénard et Leduc. Il est élu membre de l'Académie des sciences en 1897. Il est membre de diverses sociétés savantes dont la Société botanique de France (qu’il préside en 1890), la Société de biologie, la Société centrale d'apiculture (qu’il préside de 1909 à 1921), etc. Il est membre des académies de Vienne et de Pétrograd. Toutes ses activités font qu'il est nommé chevalier de la Légion d'honneur le 13 juillet 1893 puis promu officier le 16 janvier 1914.

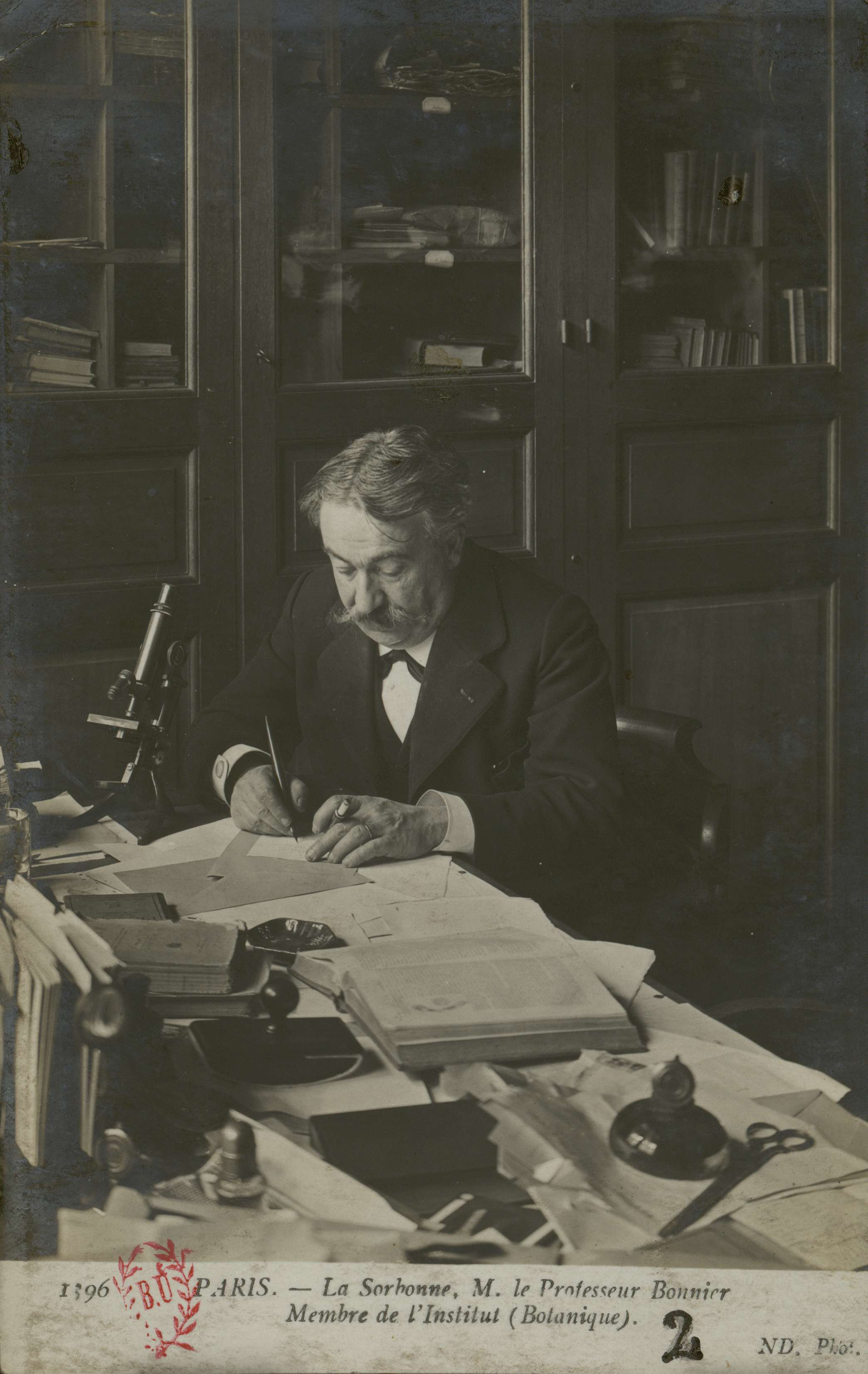
La Sorbonne. M. le professeur Bonnier, membre de l'Institut (Botanique) (Bibliothèque de la Sorbonne, NuBIS)

Chercheur, il a ouvert de nombreuses voies de recherche dans des domaines aussi variés que la systématique, la biogéographie, l'écologie et la physiologie végétales. Il a publié de très nombreux ouvrages destinés à l'enseignement ou à la pédagogie, notamment une foule de manuels scolaires portant sur les différentes matières de l'histoire naturelle (zoologie, botanique, géologie). Ses ouvrages les plus célèbres sont toutefois ceux consacrés à l'étude de la flore de France, qui ont été réédités constamment jusqu'à nos jours.

## Liste complète des «Flores» de Gaston Bonnier
- Avec Georges de Layens (1834-1897) Nouvelle Flore pour la détermination facile des plantes sans mots techniques, avec 2145 figures inédites représentant toutes les espèces vasculaires des environs de Paris, dans un rayon de 100 kilomètres, des départements de l'Eure, de l'Eure-et-Loir, etc. et des plantes communes dans l'intérieur de la France. (Paul Dupont, Paris, première édition 1886, nombreuses rééditions). Ouvrage permettant la détermination des plantes croissant en région parisienne, aujourd'hui réédité par Belin. Complété en 1906 par l' Album de la Nouvelle Flore représentant toutes les espèces de plantes photographiées directement d'après nature au cinquième de leur grandeur naturelle. 2028 photographies figurant toutes les espèces des environs de Paris dans un rayon de 100 kilomètres, et les espèces communes dans l'intérieur de la France (Librairie générale de l'enseignement, Paris, 1906).
  - Le Tome II. Nouvelle Flore des Mousses et des Hépatiques pour la détermination facile des espèces, avec 1288 figures inédites représentant toutes les Mousses et Hépatiques des environs de Paris, des départements voisins, et les espèces communes d'Europe est signé Isidore Douin (1858-1944). (Paul Dupont, Paris, 1891).
  - Le Tome III. Nouvelle Flore des Champignons pour la détermination facile de toutes les espèces de France et de la plupart des espèces européennes, avec 3842 figures est signé Julien Noël Costantin (1857-1936) et Léon Marie Dufour (1862-1942). (Paul Dupont, Paris, 1891).
  - Le Tome IV. Nouvelle Flore des Lichens, pour la détermination facile des espèces sans microscope et sans réactifs, avec 1178 figures inédites, dessinées d'après nature par l'auteur, représentant toutes les espèces de France et les espèces communes d'Europe est signé Alphonse Boistel (1836-1908). (Paul Dupont, Paris, 1896).
- Avec Georges de Layens Petite flore des écoles contenant les plantes les plus communes ainsi que les plantes utiles et nuisibles, avec 898 figures. Ouvrage destiné à l'étude pratique de la Botanique élémentaire. Rédigé conformément aux programmes du 27 juillet 1882 (Paul Dupont, Paris, 1889). Aujourd'hui réédité par Belin, sous le titre Petite Flore. Version numérique.
- Avec Georges de Layens Nouvelle Flore du Nord de la France et de la Belgique pour la détermination facile des plantes, sans mots techniques, avec 2282 figures intercalées dans le texte dessinées d'après nature, accompagnées d'une carte des régions botaniques. (Paul Dupont, Paris, 1887, nombreuses rééditions). Edition de 1894, sortie également chez P. Dupont est disponible en ligne sur LillOnum. Aujourd'hui réédité par Belin, sous le titre Nouvelle Flore du Nord de la France et de la Belgique.
- Avec Georges de Layens La Végétation de la France, I. Tableaux synoptiques des plantes vasculaires de la Flore de la France. 5289 figures, représentant les caractères de toutes les espèces, qui sont décrites sans mots techniques, et une carte des régions de la France (Paul Dupont, Paris, 1894 ; seconde édition 1900 avec 5291 figures ; troisième édition, 1906). Version numérique sur Biblioteca Digital del Real Jardín Botánico. Aussi titré Flore Complète de la France (couverture et tranche) et Flore de la France, selon les pages de l'ouvrage.
- Avec Georges de Layens La végétation de la France, Suisse et Belgique 1re partie - Flore complète portative de la France et de la Suisse (comprenant aussi toutes les espèces de Belgique, d'Alsace et de Lorraine) (Librairie Générale de l'enseignement, Paris, 1909 avec 5338 figures). Réédition du précédent, et lui-même réédité à de nombreuses reprises. Dans les tirages postérieurs à 1929, cet ouvrage a reçu le titre de : La végétation de la France, Suisse et Belgique 1re partie - Flore complète portative de la France, de la Suisse et de la Belgique. Aujourd'hui réédité par Belin sous le titre Flore complète portative de la France, de la Suisse et de la Belgique. Version numérique sur Biblioteca Digital del Real Jardín Botánico.
- Les noms des fleurs trouvés par la méthode simple sans aucune notion de Botanique, sans qu'il soit question d'étamines, de pistils, d'ovaires, de carpelles, d'ovules, de styles, de stigmates, de graines ni de fruits. Avec 372 photographies en couleurs représentant les plantes au tiers de leur grandeur naturelle, et 2715 figures en noir. Ouvrage indiquant les propriétés médicales des plantes, avec les doses à employer, le danger que les plantes peuvent présenter, etc., leurs usages agricoles et industriels, les fleurs recherchées par les abeilles, les noms vulgaires, etc. Ce volume renferme toutes les plantes répandues en France, en Belgique, dans les plaines de Suisse et, en général, tous les végétaux communs en Europe (Librairie Générale de l'enseignement, Paris, 1909, nombreuses rééditions).
- La Végétation de la France, Suisse et Belgique, 2e Partie - Flore complète illustrée en couleurs de France, Suisse et Belgique (comprenant la plupart des espèces d'Europe) (Ministère de l’Instruction publique et Librairie générale de l’enseignement à Paris ; Delachaux et Niestlé à Neuchâtel et Office de publicité à Bruxelles pour les fascicules 3 à 8), Paris, publiée en 12 fascicules de 1912 à 1935 - nombreuses rééditions. Gaston Bonnier, décédé le 30 décembre 1922, n'a vu paraître que 5 volumes. La publication sera poursuivie et menée à son terme par Robert Douin. Détail des volumes originaux :
  - Volume 1 (planches 1 à 60), 1912 ;
  - Volume 2 (planches 61 à 120), 1913 ;
  - Volume 3 (planches 121 à 180), 1914 ;
  - Volume 4 (planches 181 à 240), 1921 ;
  - Volume 5 (planches 241 à 300), 1922 ;
  - Volume 6 (planches 301 à 360), 1923 ;
  - Volume 7 (planches 361 à 420), 1924 ;
  - Volume 8 (planches 421 à 480), 1926 ;
  - Volume 9 (planches 481 à 540), 1927 ;
  - Volume 10 (planches 541 à 600), 1929 ;
  - Volume 11 (planches 601 à 660), 1931 ;
  - Volume 12 (planches 661 à 721), 1934 ;
  - Table générale : 1935.

Rééditée par Belin en cinq volumes, avec une nomenclature mise à jour, sous le titre La Grande Flore en couleurs de Gaston Bonnier, deux volumes de planches, dont huit nouvelles (1990), deux volumes de texte (1993), un volume d'index (1994). Réédité en 2023 par Belin sous le même titre, en cinq volumes similaires à la réédition précédente, dans un format plus petit, souple et donc plus abordable.
- Avec Rémi Ceillier Petite flore élémentaire des Cryptogames les plus communs, en tableaux dichotomiques permettant d'arriver avec facilité à la détermination de 573 espèces appartenant à 243 genres (216 Champignons, 97 Lichens, 94 Mousses, 24 Hépatiques, 142 Algues). (Librairie générale de l'Enseignement, Paris, 1913) [en réalité, Rémi Ceillier est le seul auteur, Gaston Bonnier n'ayant rédigé que la préface].

## Liste partielle des autres publications
N.B. : la plupart des ouvrages scolaires signés par Bonnier ont été omis.
- Les Nectaires, étude critique, anatomique et physiologique, Paris, Masso, 1879, [numérisé par la Bibliothèque universitaire Pierre et Marie Curie (BUPMC)]
- Éléments d'histoire naturelle. Animaux (P. Dupont, Paris, 1881). Version numérique sur Gallica.
- Éléments d'histoire naturelle. Pierres et terrains (P. Dupont, Paris, 1881).
- Leçons de choses. Combustibles, métaux, matériaux de construction, eau, air, saisons (P. Dupont, Paris, 1881).
- Premiers Éléments des sciences usuelles (P. Dupont, Paris, 1881).
- Éléments usuels des sciences physiques et naturelles. Cours élémentaire. Leçons de choses (P. Dupont, Paris, 1883).
- Botanique. Première année. Étude élémentaire de vingt-cinq plantes vulgaires (P. Dupont, Paris, 1884).
- Leçons de choses. Combustibles, métaux, matériaux de construction, eau, air, saisons (P. Dupont, Paris, 1884).
- Recherches sur la respiration et la transpiration des végétaux (Masson, Paris, 1884).
- Nouvelles Leçons de choses, conformes aux nouveaux programmes de 1885, pour la classe préparatoire (P. Dupont, Paris, 1886).
- Les Plantes des champs et des bois, illustré par Paul-Eugène Mesplès (J.-B. Bailière et fils, Paris, 1887).
- Avec G. de Layens Cours complet d'apiculture (P. Dupont, Paris, 1897).
- Avec Albert Mathieu Leclerc du Sablon (1859-1944) Cours de botanique (P. Dupont, Paris, deux volumes, 1903-1904).
- Paléontologie animale (Librairie générale de l'enseignement, Paris, 1904).
- Le Monde végétal (Paris, Flammarion, Bibliothèque de philosophie scientifique, 1907).
- Histoire naturelle de la France. 26e partie. Technologie. Zoologie appliquée (Les fils d'Émile Deyrolle, Paris, éditeur, 1922).